# فاطمه صادقی (کاراته‌کا)
فاطمه صادقی دستک معروف به فاطمه صادقی (زاده ۲۷ مهر ۱۳۷۸ در شهر قدس)کاراته‌کای ایرانی است. وی در بخش کاتا مسابقه می‌دهد. او اصالتا اهل استان گیلان و شهرستان آستانه اشرفیه است.
فاطمه صادقی در آخرین رنکینگ اعلام شده توسط فدراسیون جهانی کاراته (در تاریخ ۱ می ۲۰۲۱)، در جایگاه دوازدهم قرار گرفت. 
وی نخستین مدال‌آور کاتا در مسابقات کاراته قهرمانی جهان در رده جوانان است. او موفق شد که در مسابقات کاراته قهرمانی جوانان جهان ۲۰۱۵ در اندونزی به مدال نقره دست‌یابد.
فاطمه صادقی همچنین نخستین مدال‌آور تاریخ ایران در بازی‌های جهانی ساحلی است که در بازی‌های جهانی ساحلی ۲۰۱۹ در دوحه به مدال نقره دست‌یافت.

## افتخارات
| سال           | مسابقه                                        | محل برگزاری        | مقام          | توضیحات       |               |
| نماینده ایران | نماینده ایران                                 | نماینده ایران      | نماینده ایران | نماینده ایران | نماینده ایران |
| ------------- | --------------------------------------------- | ------------------ | ------------- | ------------- | ------------- |
| ۲۰۱۵          | مسابقات رده‌های سنی کاراته جوانان جهان         | اندونزی            | دوم           | کاتا انفرادی  |               |
| ۲۰۱۶          | پانزدهمین دوره مسابقات رده‌های سنی کاراته آسیا | اندونزی            | دوم           | کاتا انفرادی  |               |
| ۲۰۱۷          | شانزدهمین دوره مسابقات رده‌های سنی کاراته آسیا | نورسلطان، قزاقستان | اول           | کاتا انفرادی  |               |
| ۲۰۱۷          | مسابقات رده‌های سنی کاراته جهان                | تنریف، اسپانیا     | ۷ام           | کاتا انفرادی  |               |
| ۲۰۱۸          | مسابقات کاراته قهرمانی جهان ۲۰۱۸              | مادرید، اسپانیا    | ۹ام           | کاتا انفرادی  |               |
| ۲۰۱۹          | شانزدهمین دوره مسابقات کاراته قهرمانی آسیا    | تاشکند، ازبکستان   | سوم           | کاتا انفرادی  |               |
| ۲۰۱۹          | بازی‌های جهانی ساحلی                           | دوحه، قطر          | دوم           | کاتا انفرادی  |               |